# Władysław Walecki
Władysław Walecki ps. „Władysław Iżykiewicz” (ur. 15 maja?/27 maja 1895 w Kamieńcu Podolskim, zm. 20–22 kwietnia 1940 w Katyniu) – major kawalerii Wojska Polskiego, działacz niepodległościowy, artysta malarz, ofiara zbrodni katyńskiej.

## Życiorys

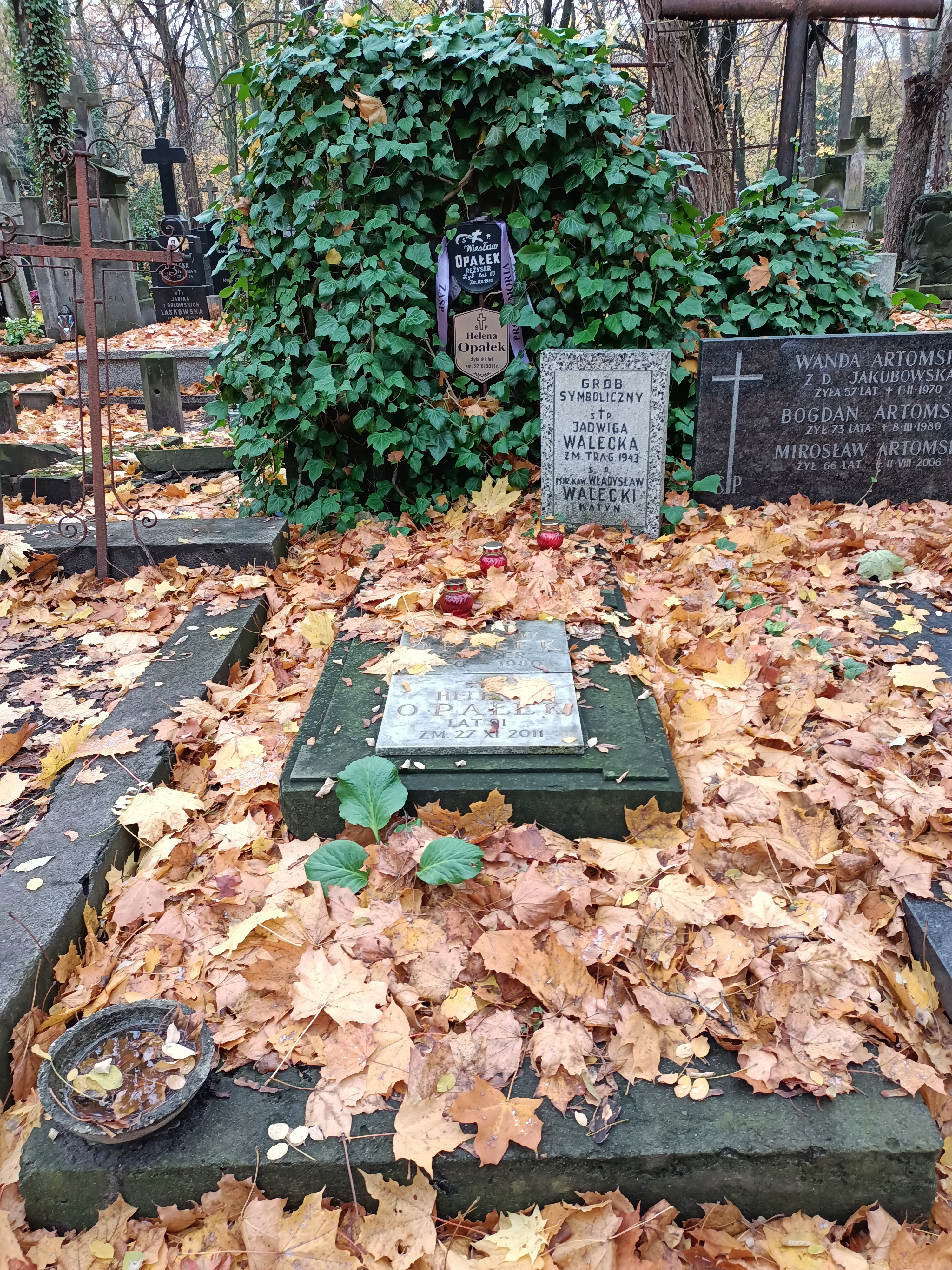
Grób Władysława Waleckiego na Cmentarzu Powązkowskim

Syn Józefa i Anieli z Iżykiewiczów urodzony 27 maja 1895 w Warszawie. 
Studiował malarstwo w Akademii Sztuk Pięknych w Krakowie pod kierunkiem Wojciecha Kossaka. W czasie studiów należał do Związku Strzeleckiego. Nosił pseudonim „Wallenrod”. Należał do kompanii Tadeusza Furgalskiego ps. „Wyrwa”.
9 września 1914 wstąpił do Legionów Polskich. Początkowo został przydzielony do Biura Werbunkowego na terenie Zagłębia Dąbrowskiego, a 15 marca 1915 do 2. kompanii 4 pułku piechoty. 1 maja został przeniesiony do 2 szwadronu kawalerii , a 27 października 1915 do 1. szwadronu 1 pułku ułanów.
23 lipca 1917, po kryzysie przysięgowym, został internowany w Szczypiornie. 15 października 1917 został zwolniony z obozu i podjął studia na warszawskiej Akademii Sztuk Pięknych.
3 maja 1926 prezydent RP nadał mu stopień rotmistrza ze starszeństwem z dnia 1 lipca 1925 i 30. lokatą w korpusie oficerów kawalerii. 13 grudnia 1928 został przeniesiony do 26 pułku ułanów w Baranowiczach z równoczesnym przeniesieniem służbowym na stanowisko dowódcy 9 szwadronu pionierów. 4 lutego 1934 prezydent RP nadał mu z dniem 1 stycznia 1934 stopień majora w korpusie oficerów kawalerii i 8. lokatą. W kwietniu 1934 został przeniesiony do 27 pułku ułanów w Nieświeżu na stanowisko kwatermistrza. W 1938 zajmowane przez niego stanowisko otrzymało nazwę „II zastępca dowódcy pułku”. Na początku sierpnia 1939 został odkomenderowany do Dowództwa Okręgu Korpusu Nr II w Lublinie.
W czasie kampanii wrześniowej 1939 dostał się do niewoli sowieckiej (prawdopodobnie 19 września we Włodzimierzu Wołyńskim, gdzie występował jako parlamentariusz). W kwietniu 1940 przebywał w obozie jenieckim w Kozielsku. Między 19 a 21 kwietnia 1940 został przekazany do dyspozycji naczelnika Zarządu NKWD Obwodu Smoleńskiego – lista wywózkowa 036/4 z 16 kwietnia 1940. Między 20 a 22 kwietnia 1940 zamordowany w Katyniu przez funkcjonariuszy Obwodowego Zarządu NKWD w Smoleńsku oraz pracowników NKWD przybyłych z Moskwy na mocy decyzji Biura Politycznego KC WKP(b) z 5 marca 1940. Ofiary tej zbrodni grzebano w bezimiennych mogiłach zbiorowych, gdzie od 28 lipca 2000 mieści się oficjalnie Polski Cmentarz Wojenny w Katyniu. W miejscu tym prowadzone były ekshumacje i prace archeologiczne. W 1943 jego ciało zostało zidentyfikowane w toku ekshumacji nadzorowanych przez Niemców pod numerem 2543 – dosłownie opisany jako Walecki Wladyslaw (raport dzienny z 20 maja 1943). Przy jego szczątkach znaleziono: legitymację oficerską MSWojsk., rozkaz gen. Smorawińskiego wyznaczający go na parlamentariusza, trzy karty pocztowe oraz list. Figuruje na liście Komisji Technicznej PCK pod numerem 02543.
5 października 2007 minister obrony narodowej Aleksander Szczygło mianował go pośmiertnie na stopień podpułkownika. Awans został ogłoszony 9 listopada 2007 w Warszawie, w trakcie uroczystości „Katyń Pamiętamy – Uczcijmy Pamięć Bohaterów”.
12 listopada 1918 ożenił się z Jadwigą Kożuchowską (zm. 1943). Z pierwszego małżeństwa miał córkę˛ Helenę i syna Wojciecha, a z drugiego syna Andrzeja. Symboliczny grób Władysława Walickiego i jego żony Jadwigi znajduje się na Cmentarzu Powązkowskim w Warszawie. Córka Helena (zm. 2011) była żoną Wiesława Opałka (1920-1980), reżysera, reżysera radiowego i scenografa.

## Ordery i odznaczenia
- Krzyż Niepodległości – 2 sierpnia 1931 „za pracę w dziele odzyskania niepodległości”[27][28]
- Krzyż Walecznych[29][30]
- Złoty Krzyż Zasługi[7][31]
- Brązowy Medal za Długoletnią Służbę[7]
- Medal Pamiątkowy za Wojnę 1918–1921[7]
- Medal Dziesięciolecia Odzyskanej Niepodległości[7]
- łotewski Medal 10 Rocznicy Wojny Niepodległościowej[7]

Był przedstawiony do odznaczenia Orderem Virtuti Militari.